# رواتی (راشکا)
رواتی (به صربی: Rvati) یک منطقهٔ مسکونی در صربستان است که در راشکا واقع شده‌است. رواتی ۶۸۷ نفر جمعیت دارد.